# 米哈伊尔·雅科夫列夫
米哈伊尔·谢尔盖耶维奇·雅科夫列夫（俄语：Михаил Сергеевич Яковлев，2000年9月1日—），俄罗斯、以色列自行车运动员，2021年欧洲场地自行车锦标赛男子竞速赛铜牌得主、2021年世界场地自行车锦标赛男子凯林赛铜牌得主。